# Хинтама бинт Хашим
 Хантамах бинт Хашим  (араб. حنتمة بنت هاشم‎) — мать Умара ибн аль-Хаттаба и жена Хаттаба ибн Нуфайла. Она жила в VI веке и была современницей исламского пророка Мухаммеда. Её сын Умар стал мусульманином и считается вторым Праведным халифом (арабское «Рашидун») мусульманами.

## Родословная
Хантама родился в Мекке в семье Хишама ибн аль-Мугиры.
Хишам ибн аль-Мугира был сыном Мугиры ибн Абд-Аллаха, одного из вождей курайшитов. Одной из его дочерей была Хантама, которая была матерью Умара. От своей жены Асмы бинт Мухарраба он был отцом Абу Джаля, знаменитого противника Мухаммеда.

## Биография
Хантама была дочерью Хишама ибн аль-Мугиры. Она родилась в Мекке. Она принадлежит к клану Бану Махзум племени курайшитов. Хантама вышла замуж за Хаттаба ибн Нуфайля, этот брак был устроен её отцом. Хантама родила своего первого ребёнка Умара около 583 или 584 года нашей эры (Умар родился в Мекке в клане Бану Ади, который отвечал за арбитраж между племенами.), а через несколько лет родилась её дочь Фатима. Её муж принадлежит к Бану Ади, клану племени курайшитов. Она умерла в начале 600-х годов. Её дочь Фатима вышла замуж за члена клана Бану Ади.

## Семья
Хантама бинт Хишам был родственником многих сподвижников Мухаммеда. От замужества она была матерью двоих детей.
 Дети 
Дети Хантамы :
- Умар ибн аль-Хаттаб, он был старшим сыном Хантамы и Аль-Хаттаба
- Фатима бинт аль-Хаттаб, дочь
- Зайд ибн аль-Хаттаб, пасынок Хантамы, был сыном Аль-Хаттаба и его второй жены Асмы бинт Вахб.

 Дочери и зятья 
- Саид бин Зейд
- Зайнаб бинт Мадхун, она вышла замуж за Умара до 605года[4]
- Умм Кульсум бинт Джарвал, она вышла замуж за Умара ибн аль-Хаттаба до 616 года[5]
- Курайба бинт Аби Умайя, она вышла замуж за Умара раньше 616 года[6][7]

 Внуки 
- Абдуллах ибн Умар, родился около 610 года в Мекке.
- Хафса бинт Умар была женой Мухаммеда.
- Убайдуллах ибн Умар
- Зайд ибн Умар
- Асим ибн Умар
- Абдулрахман ибн Саид ибн Зайд, также известный как Зайд Абдулрахман Старший, был сыном её дочери Фатимы.